# Queenstown (Maryland)
Queenstown – miasto w Stanach Zjednoczonych, w stanie Maryland, w hrabstwie Queen Anne’s.